# 小紅蛺蝶
小紅蛺蝶，是一種蛺蝶，屬鱗翅目蛺蝶科。可能是世界上分布最廣的蝴蝶，分布於除了南極洲及南美洲以外的所有大陸。

## 形態
展翅長5.1 - 7.3 公分。翅膀背面橘、褐色；翅端黑色，有明顯的白帶和小白點。翅膀腹面顏色暗淡，褐或灰色。

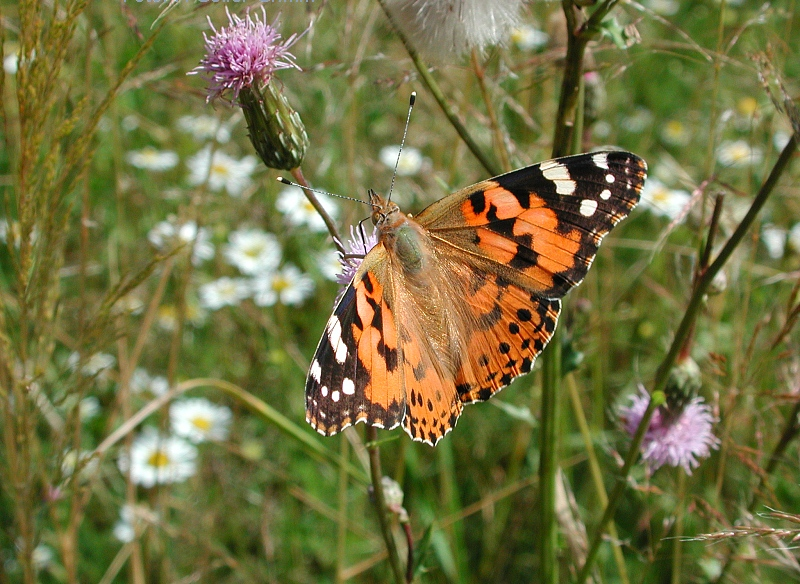
德國, Moerfelden
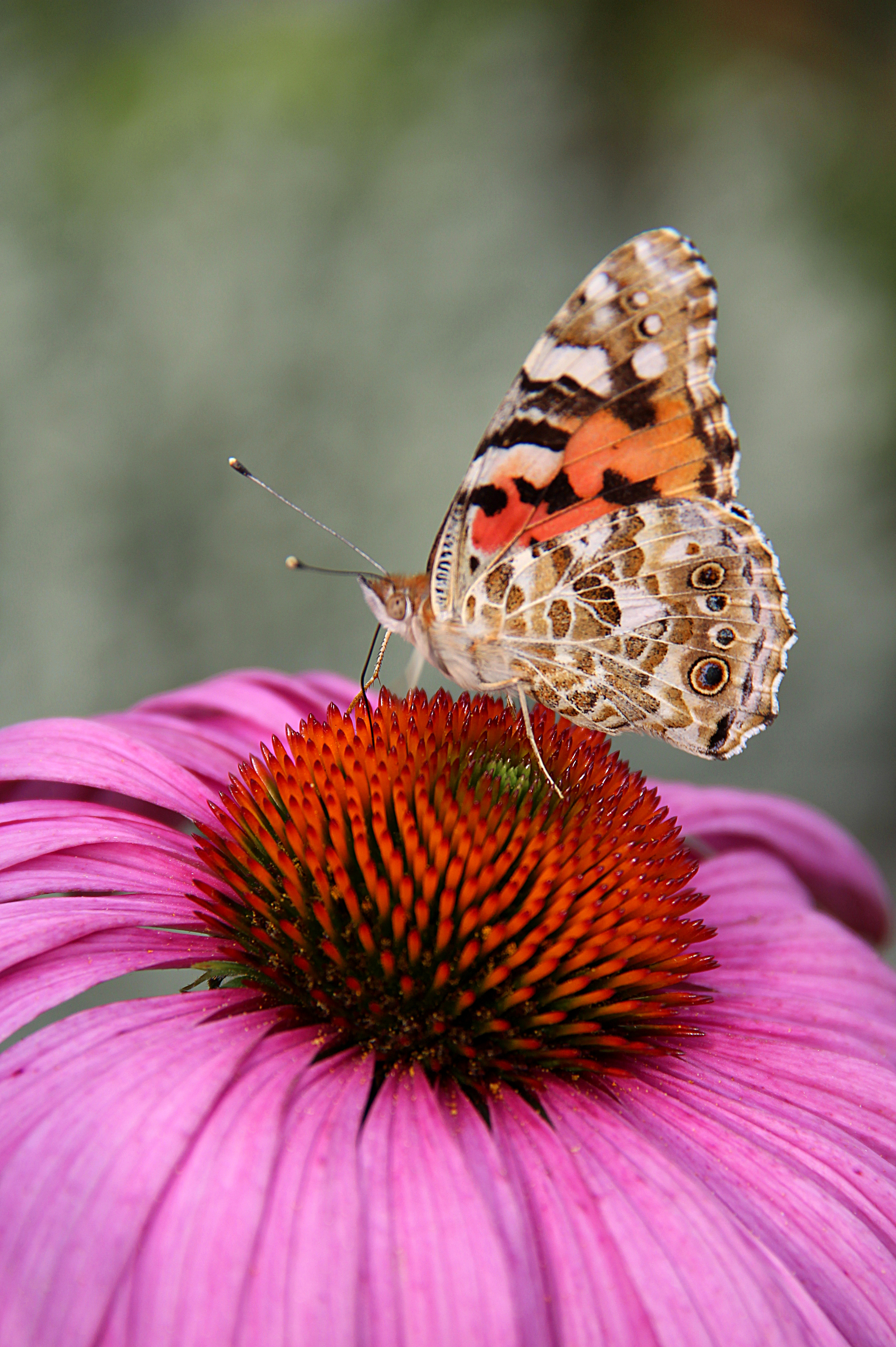
比利時
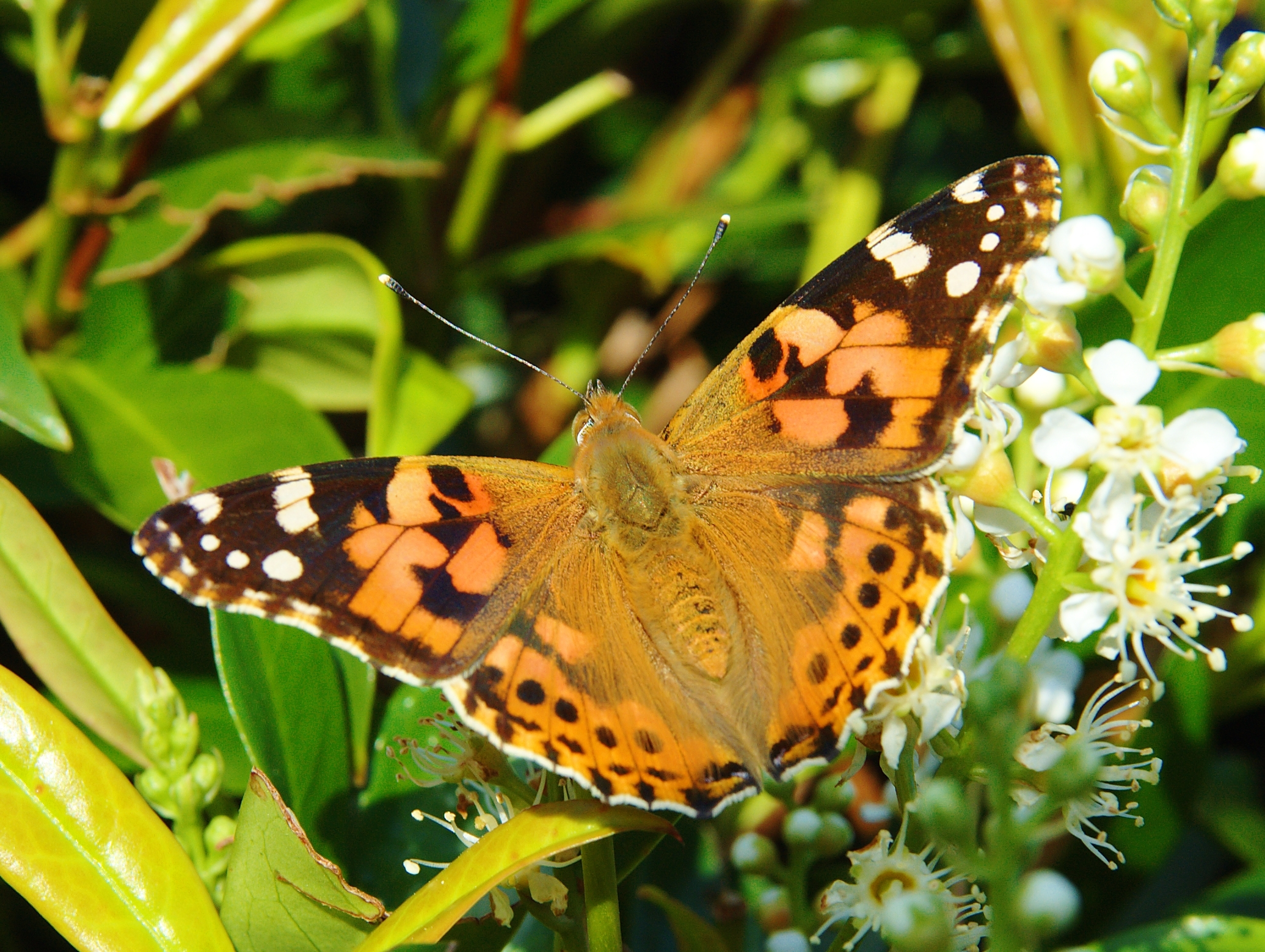
比利時
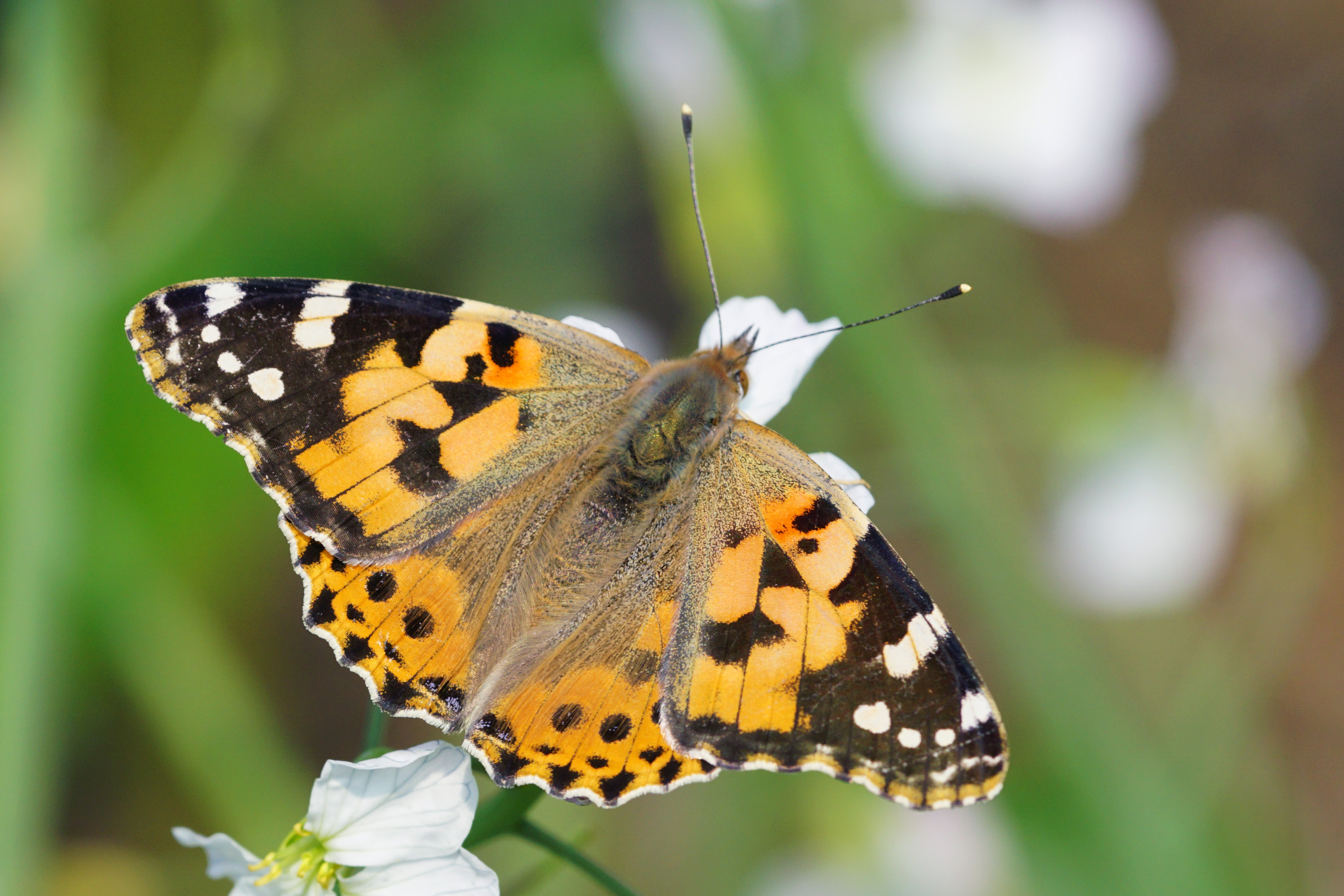
台灣，新竹縣尖石鄉
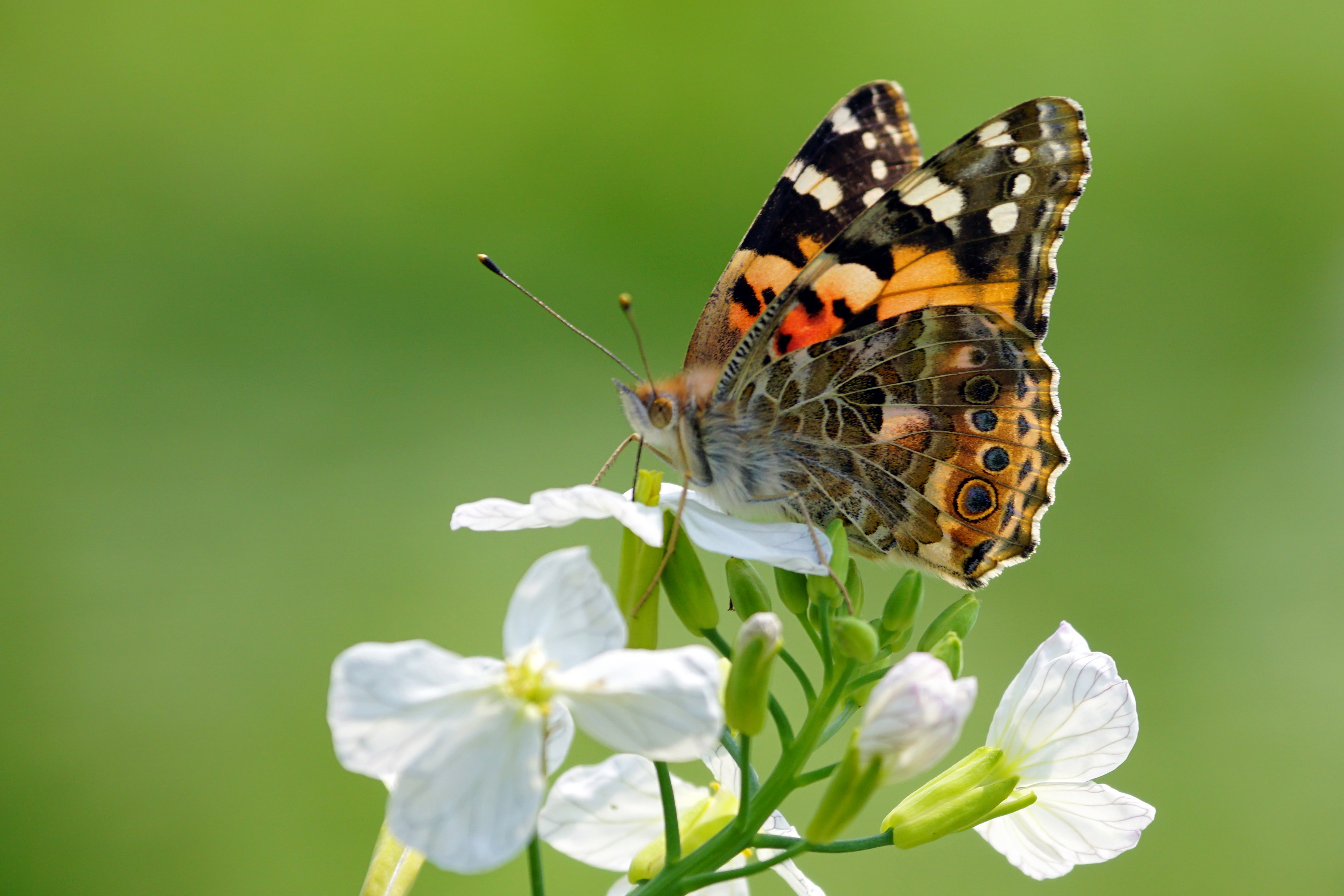
台灣，新竹縣尖石鄉

## 分布
分布於所有溫帶地區，包含熱帶地區的山區。這個物種在溫暖地區是定居種，但會在春季遷徙，有時秋季。例如：每年5月和6月，這種蝴蝶會從北非和地中海遷徙到北歐；在北美分布於中美洲和美國西南部；如果冬季有適當的雨量，可以促使族群往北遷徙，最北可達加拿大和冰島。春季發生的大遷徙規模可以非常驚人，數以百萬計的蝴蝶連續7 - 8 週通過同一個地區。但很少往南遷徙，在巴拿馬以南很罕見。在澳大利亞則僅局限分布於西南部。
是香港一種不太常見的蝴蝶。於南風半島這些地方能看見牠們的蹤影。

## 生態
小紅蛺蝶是完全變態昆蟲，經歷卵、幼蟲、蛹和成蟲等階段。
卵為薄荷綠色，約產卵後3 - 5日孵化。幼蟲有5齡，約12 - 18日後化蛹。蛹期約10日。成蟲可活兩個星期。在溫帶地區終年發生。
成蝶在多種植物上吸蜜，特別是菊科植物。幼蟲以超過100種植物為食草，包含菊科、紫草科、錦葵科、豆科、馬鞭草科、薔薇科、蓼科、繖形科和鼠李科等植物。
由於飼養容易，在幼稚園常被當作用來了解蝴蝶生活史的教材。

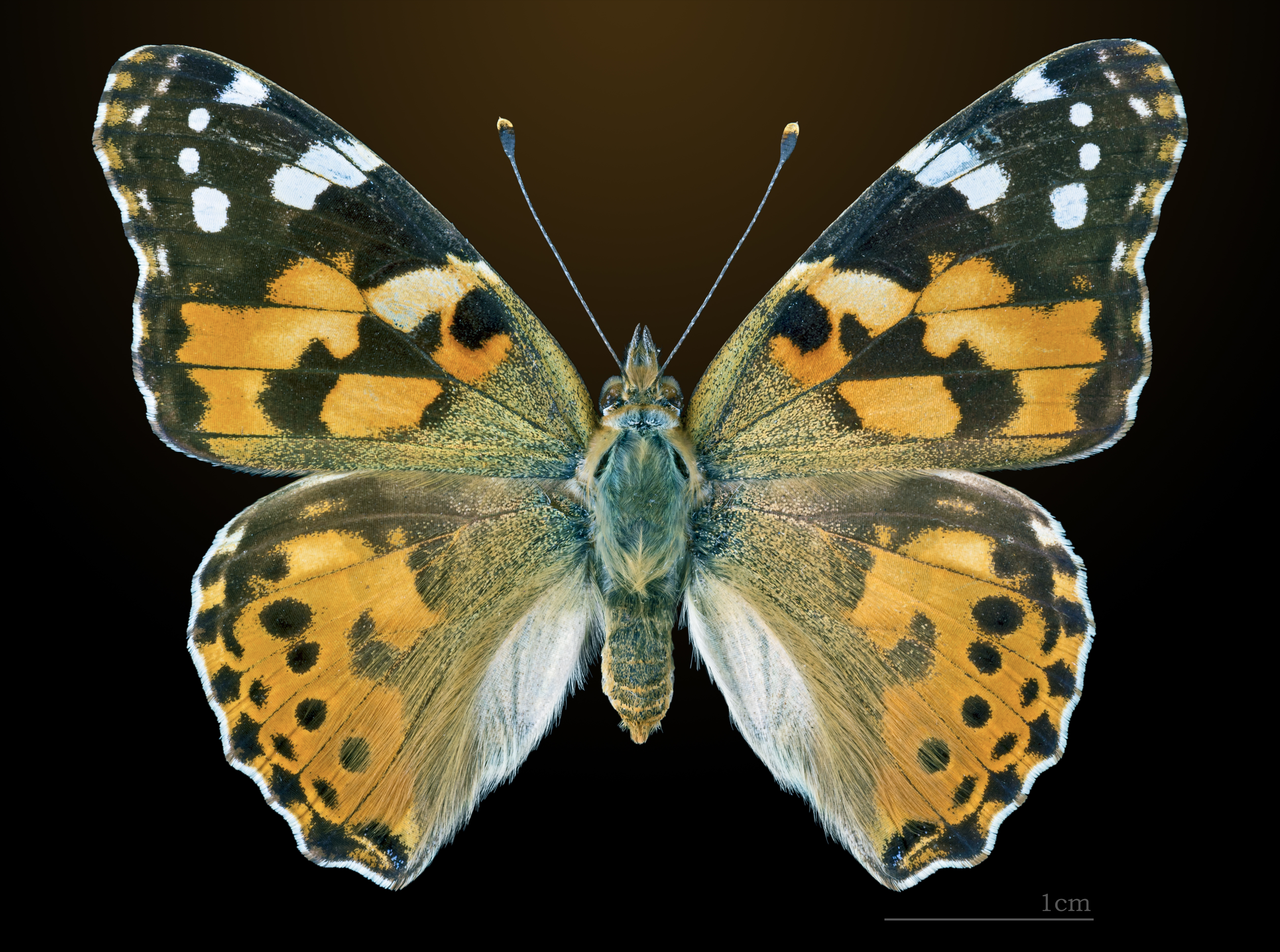
頂面
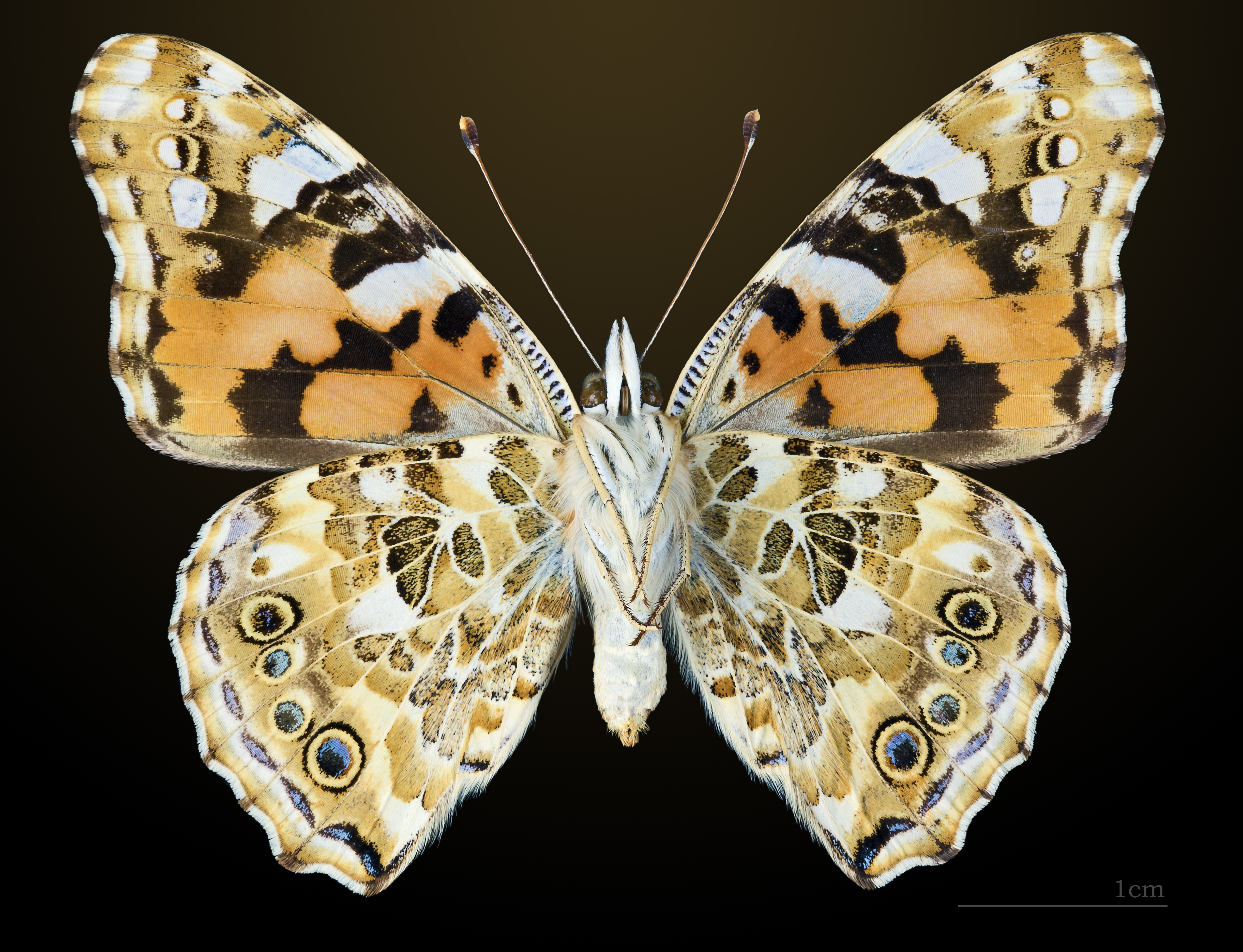
底面
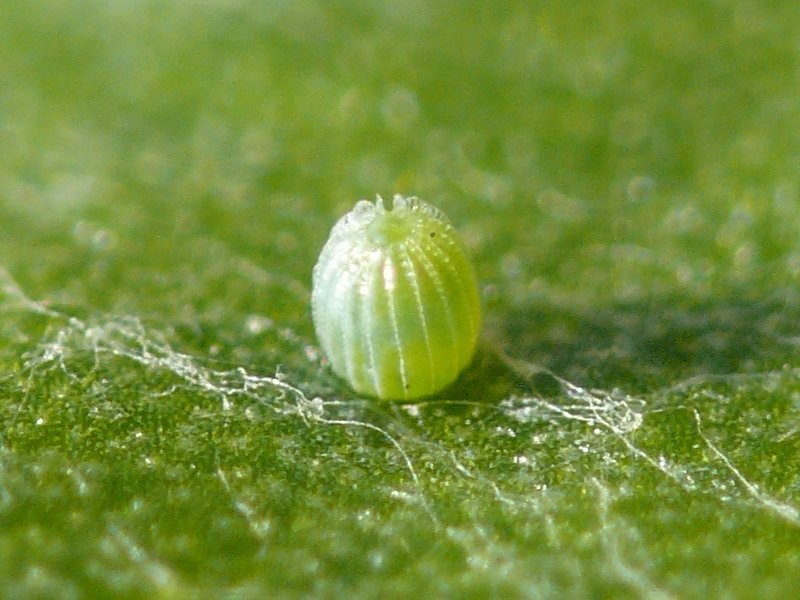
卵
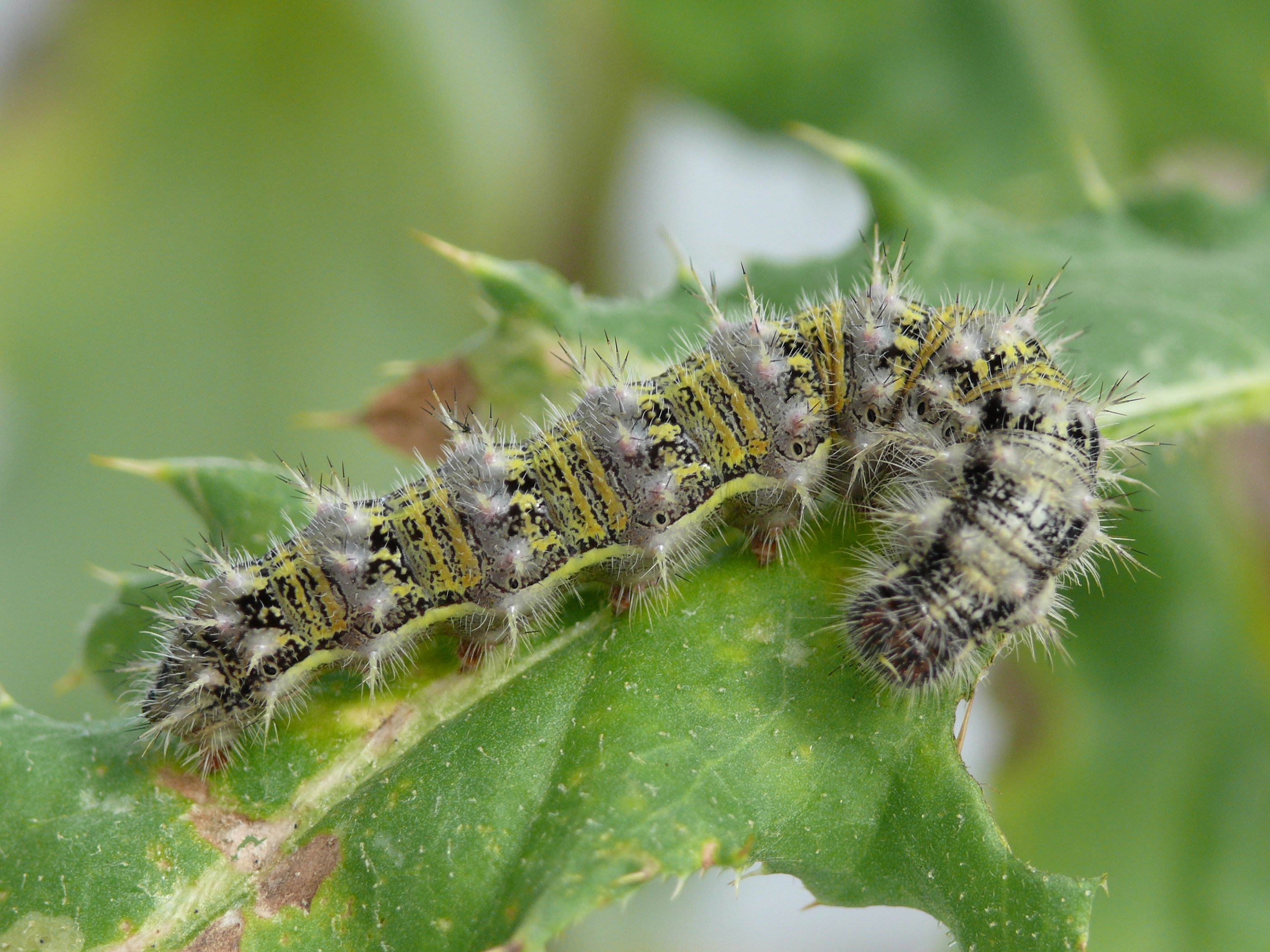
幼蟲
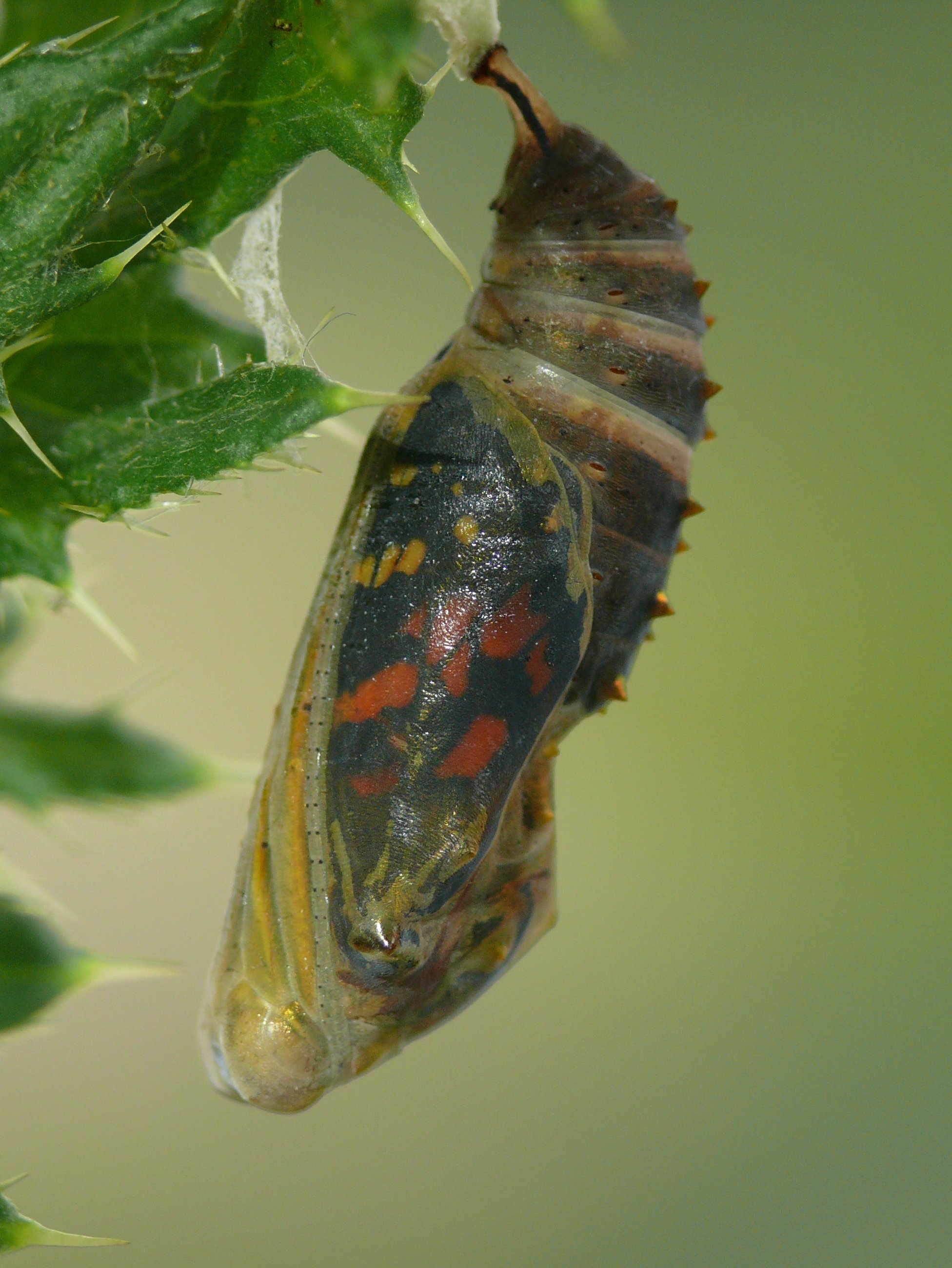
蛹

## 近似種
- West Coast Lady - Vanessa annabella
- Virginia Lady - Vanessa virginiensis
- 澳洲姬紅蛺蝶 - Vanessa kershawi

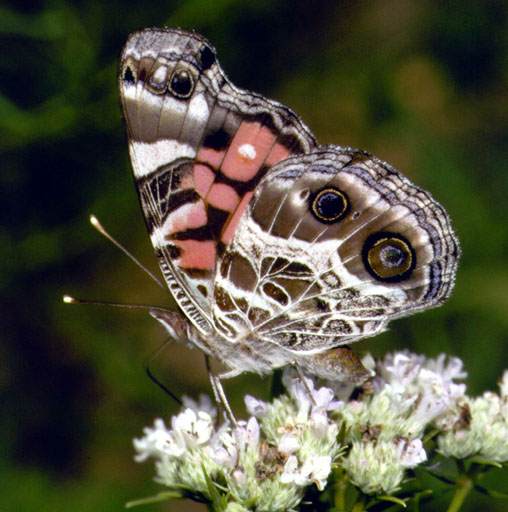
American Painted Lady (Vanessa virginiensis)
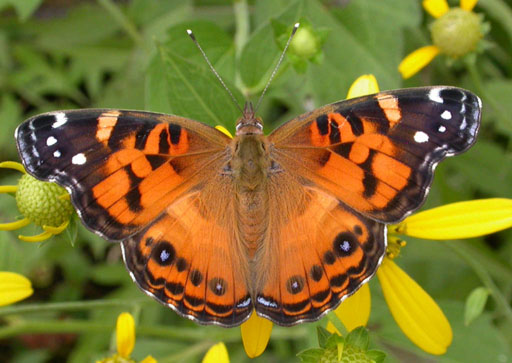
American Painted Lady (Vanessa virginiensis)
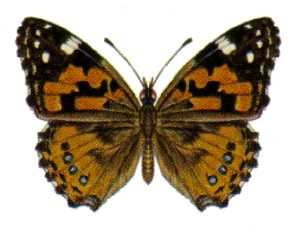
澳洲姬紅蛺蝶 (Vanessa kershawi)